# Francesco Strani
Francesco Strani (Bibbiena, 16 novembre 1780 – Massa, 16 dicembre 1855) è stato un vescovo cattolico italiano.

## Biografia
Francesco Strani nacque a Bibbiena il 16 novembre 1780.
Dopo gli studi in seminario ricevette l'ordinazione sacerdotale il 22 dicembre del 1804.
Nel 1834, il 23 giugno, papa Gregorio XVI lo nominò vescovo di Massa. La sede era vacante da quasi due anni ed era stata retta interinalmente dall'arciprete della Cattedrale mons. Carlo Staffetti già vicario generale del predecessore, il vescovo Francesco Maria Zoppi, dimessosi irrevocabilmente dal governo della diocesi apuana.
Fu consacrato vescovo il 6 luglio 1834 dal cardinale Carlo Odescalchi, vicario del Papa per la città di Roma. Il presule da lì a poco lasciò il cardinalato per entrare nei gesuiti.
Nel 1839 mons. Strani convocò il primo sinodo della nuova diocesi di Massa. Il sinodo si tenne del 10 al 12 settembre. Il 13 settembre il Vescovo consacrò la chiesa di San Pietro e San Francesco quale cattedrale della nuova diocesi, dopo i lavori di ampliamento realizzati negli anni precedenti.
Morì a Massa il 16 dicembre 1855.

## Genealogia episcopale
La genealogia episcopale è:
- Cardinale Scipione Rebiba
- Cardinale Giulio Antonio Santori
- Cardinale Girolamo Bernerio, O.P.
- Arcivescovo Galeazzo Sanvitale
- Cardinale Ludovico Ludovisi
- Cardinale Luigi Caetani
- Cardinale Ulderico Carpegna
- Cardinale Paluzzo Paluzzi Altieri degli Albertoni
- Papa Benedetto XIII
- Papa Benedetto XIV
- Papa Clemente XIII
- Cardinale Marcantonio Colonna
- Cardinale Giacinto Sigismondo Gerdil, B.
- Cardinale Giulio Maria della Somaglia
- Cardinale Carlo Odescalchi, S.I.
- Vescovo Francesco Strani